# Il marito latino
Il marito latino (Count Your Blessings) è un film del 1959 diretto da Jean Negulesco. È ispirato al romanzo The Blessing di Nancy Mitford.

## Trama
Londra. Grace Allingham conosce durante la guerra un capitano francese, Charles de Valhubert, che le porta un messaggio del suo fidanzato. Presto il messaggero si trasforma in corteggiatore e i due finiscono per sposarsi e concepire un figlio, ma la guerra li tiene separati e il bambino, Sigi, ha ormai otto anni e ha conosciuto ben poco suo padre.
Finita la guerra, Charles si ricongiunge finalmente alla moglie e al bambino e insieme vanno a vivere a Parigi. Qui Grace scopre le origini illustri del casato di suo marito, ma scopre anche che Charles è un dongiovanni e che negli anni in cui è stato lontano ha avuto diverse relazioni. Malgrado venga rassicurata dallo zio, Grace si convince, a torto, che Charles la tradisca ancora e fugge in Inghilterra dove inizia le pratiche per il divorzio. 
Sigi, pensando che in caso di divorzio potrà viaggiare alternativamente tra Londra e Parigi, fa di tutto per evitare la riconciliazione fra i suoi genitori ma, durante il periodo che trascorre a Parigi, ha finalmente modo di conoscere e apprezzare suo padre; si rende conto del danno che ha provocato e, temendo di essere punito, scappa di casa. Avvertita della fuga, Grace si precipita a Parigi e ritrova Sigi, questa volta felice di vedere i genitori riconciliati e uniti.

## Produzione
Il film fu prodotto da Metro-Goldwyn-Mayer, diretto da Jean Negulesco e girato a Londra e a Parigi.

## Distribuzione
Il film fu distribuito negli Stati Uniti nel 1959 dalla Metro-Goldwyn-Mayer al cinema e dalla NBC per la televisione nel 1963.
Alcune delle uscite internazionali sono state:
- negli Stati Uniti il 23 aprile 1959 (Count Your Blessings)
- in Finlandia il 15 gennaio 1960 (Ranskalainen mieheni)
- in Turchia il dicembre 1960 (Dikenli yillar)
- in Danimarca il 12 giugno 1961  (Den farlige leg)
- in Belgio (J'ai épousé un Français)
- in Francia (J'ai épousé un Français)
- in Germania Ovest (Französische Betten)
- in Svezia (Glöm dina synder)
- in Grecia (Horista krevvatia)
- in Italia (Il marito latino)
- in Polonia (Na zdrowie)

## Promozione
La tagline è: "Marry in haste... repent at leisure".

## Critica
Secondo il Morandini il film è "stracco" e risulta un "fotoromanzo infatuato per gli usi e costumi della Vecchia Europa" perché il regista sembra aver perso il suo smalto originale.